# 顏天佑
顏天佑（1948年5月11日—2009年8月15日），臺灣澎湖人，教育家、戲曲學者、長於史記研究。
顏天佑高中以前皆在澎湖求學，畢業於馬公中學後，即考上政大中文系，並一路循政大體系進修深造，最後學歷為國立政治大學博士。其夫人於就讀政大時認識，為政大歷史系的學妹，兩人婚後育有一子一女。顏天佑早期曾短暫任教於中等學校、專科學校，並於博士畢業後，先後正式任教於靜宜大學、政治大學，最後因健康與家庭因素，落腳於彰化師範大學，直至退休。